# Publio Servilio Glóbulo
Publio Servilio Glóbulo  fue un político y militar romano del siglo I a. C. perteneciente a la gens Servilia, aunque no hay certeza de la rama a la que pertenecía. Siendo tribuno de la plebe en el año 67 a. C., vetó en asamblea la lectura de una ley de su colega tribunicio Cayo Cornelio, veto que este se saltó. Sin embargo, en el posterior juicio contra Cornelio, Glóbulo habló en su favor. En el año 64 a. C. fue elegido pretor y gobernó la provincia de Asia.